# Fräulein Feldgrau
Fräulein Feldgrau ist ein deutsches Stummfilm-Kriegslustspiel aus dem Jahre 1914 von Carl Wilhelm.

## Handlung
Kriegsausbruch 1914. Das vom deutschen Kriegsgegner Frankreich geografisch umschlossene Fürstentum Monaco sieht sich dazu genötigt, sich Frankreichs Kriegserklärung an Deutschland anzuschließen. Daher werden die deutschen Monaco-Residenten als Kriegsgefangene behandelt und an ihrer Ausreise gehindert. Dies betrifft auch die deutsche Baronesse Waldstein und ihren treuen Diener Heinrich. Beide beschließen dennoch, sich durch Frankreich nach Deutschland durchzuschlagen. An der Grenze soll sich Diener Heinrich zum Bauernburschen „Jean“ franzosifizieren. Zwar werden sie von Franzosen gestoppt, aber nicht als Deutsche identifiziert. 
Die Baronesse hilft sich und Heinrich aus der Patsche, in dem sie und der falsche Jean sich freiwillig zum Kriegsdienst melden. Die Franzosen stecken sie beide in deutsche Uniformen und verlangen nunmehr von den beiden, dass sie Kundschafterdienste gegen ihre Heimat, Deutschland, leisten sollen. So kommen die Baronesse und ihr Diener Heinrich unbeschadet zurück in die Heimat, nicht jedoch ohne zuvor durch ihren todesmutigen Einsatz eine feindliche, französische Feldwache angegriffen und außer Gefecht gesetzt zu haben. Wieder beim Vater daheim, lernt die junge deutsche Adelige einen neutralen Holländer kennen, den sie schließlich auch heiraten wird.

## Produktionsnotizen
Fräulein Feldgrau entstand kurz nach Ausbruch des Ersten Weltkriegs. Der Dreiakter wurde gegen Ende des Jahres 1914 uraufgeführt. Für Österreich-Ungarn war die Erstvorstellung für Mitte Januar 1915 vorgesehen.
Irrtümlicherweise wird Fräulein Feldgrau regelmäßig mit dem ähnlich betitelten Militärlustspiel Fräulein Leutnant gleichgesetzt. Beide Filme haben mit Else Bötticher und Albert Paulig dieselben Hauptdarsteller und wurden vom selben Regisseur inszeniert. Bötticher tritt darüber hinaus in beiden Filmen mit einer Hosenrolle vor die Kamera. Die Produktionsfirmen sind jedoch ebenso wenig miteinander identisch wie auch die Inhalte beider Filme, von denen der eine vor und der andere nach Kriegsausbruch 1914 spielt.

## Kritik
„Else Böttcher [sic!] spielt auch ein zweites Lustspiel und auch dieses Mal in Hosen. Das Sujet ist von Walter Turczinsky [sic!] und Carl Wilhelm …, der sich jetzt in Berlin selbständig gemacht hat. Sein erstes Werk ist bereits eine sehr empfehlenswerte Sache, hat gleichfalls viel Humor, und eröffnet für die Zukunft dieser neuen Fabrik gute Perspektiven. Wir sprechen da von „Fräulein Feldgrau“…“